# Гюйгенс (марсіанський кратер)
Гюйгенс (англ. Huygens) — найбільший метеоритний кратер на Марсі, що розташований у квадранглі Iapygia. Назву затверджено 1973 року МАСом на честь Християна Гюйгенса.

## Опис
Довгий час розгалужені канали на знімках привертали увагу науковців. Вони є доказом наявності в минулому води, а отже, і простих організмів, які могли існувати поряд.
Карбонати було виявлено в кратері. Їхня наявність свідчить про те, що Марс колись мав товсту атмосферу, яка складалася з вуглекислого газу, у надмірних кількостях зволожуючи планету. Карбонати такого типу утворюються лише в тих місцях, де є досить води. Їх було знайдено на знімках CRISM, установленого на «Марсіанському розвідувальному супутнику». Раніше апарат виявив глинисті мінерали. Карбонати розташовані поблизу них. Обидва типи утворюються у вологих середовищах. Науковці припускають, що мільярди років тому Марс був набагато теплішим і вологішим. У той час карбонати утворювалися з води та атмосфери, багатої на вуглекислий газ. Пізніше поклади карбонатів було поховано під шарами ґрунту. Земля має карбонатні відкладення у великій кількості у вигляді вапняку.

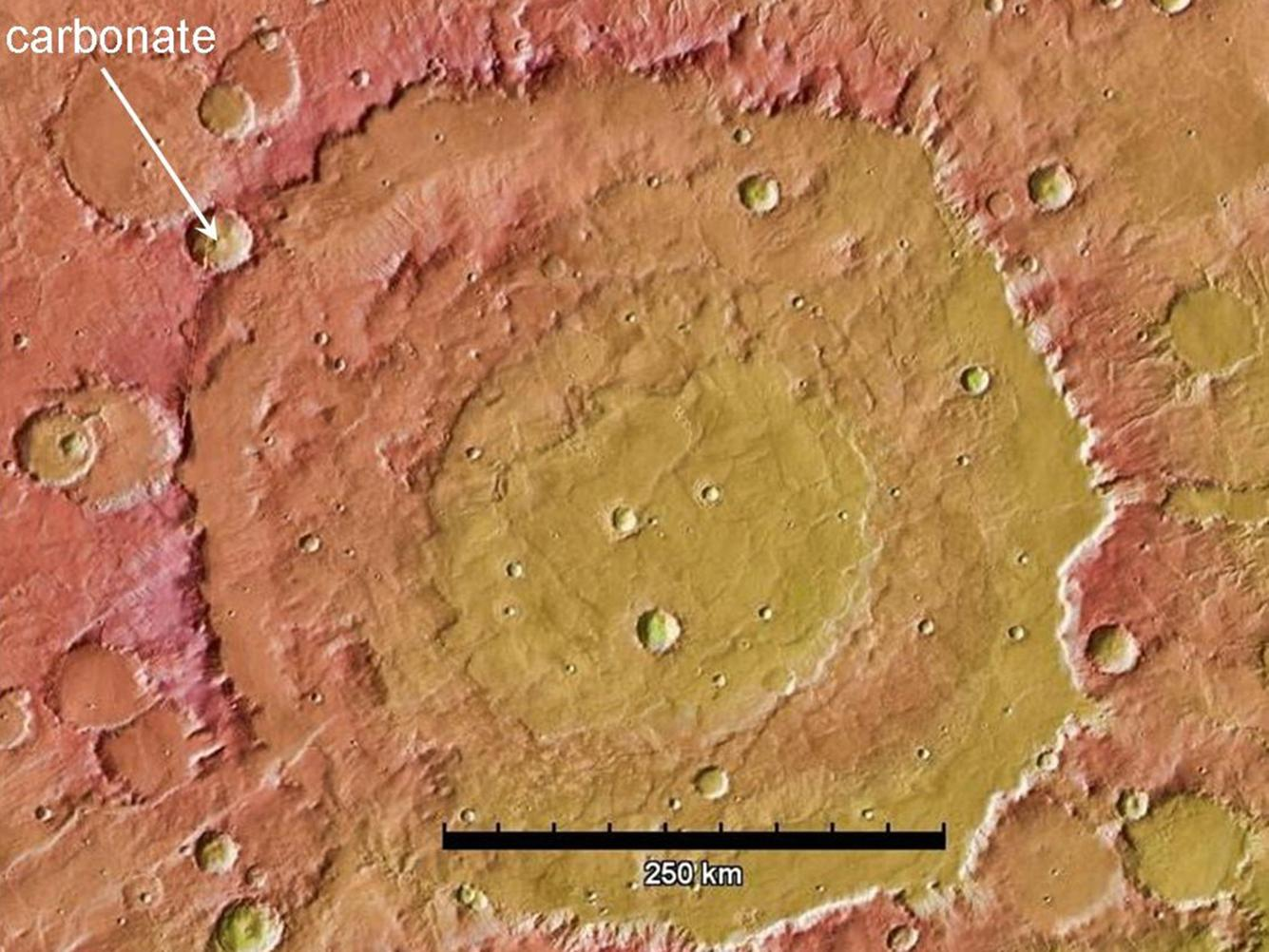
Кратер Гюйгенса. Місця, де знайдено карбонати, позначено.
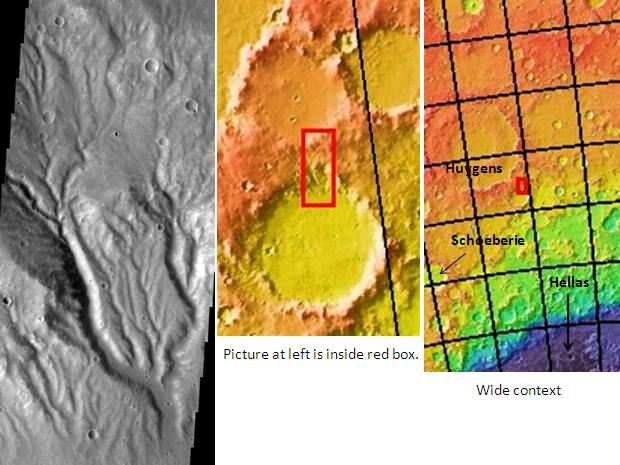
Розгалужені канали біля кратера.